# ドロンワーク

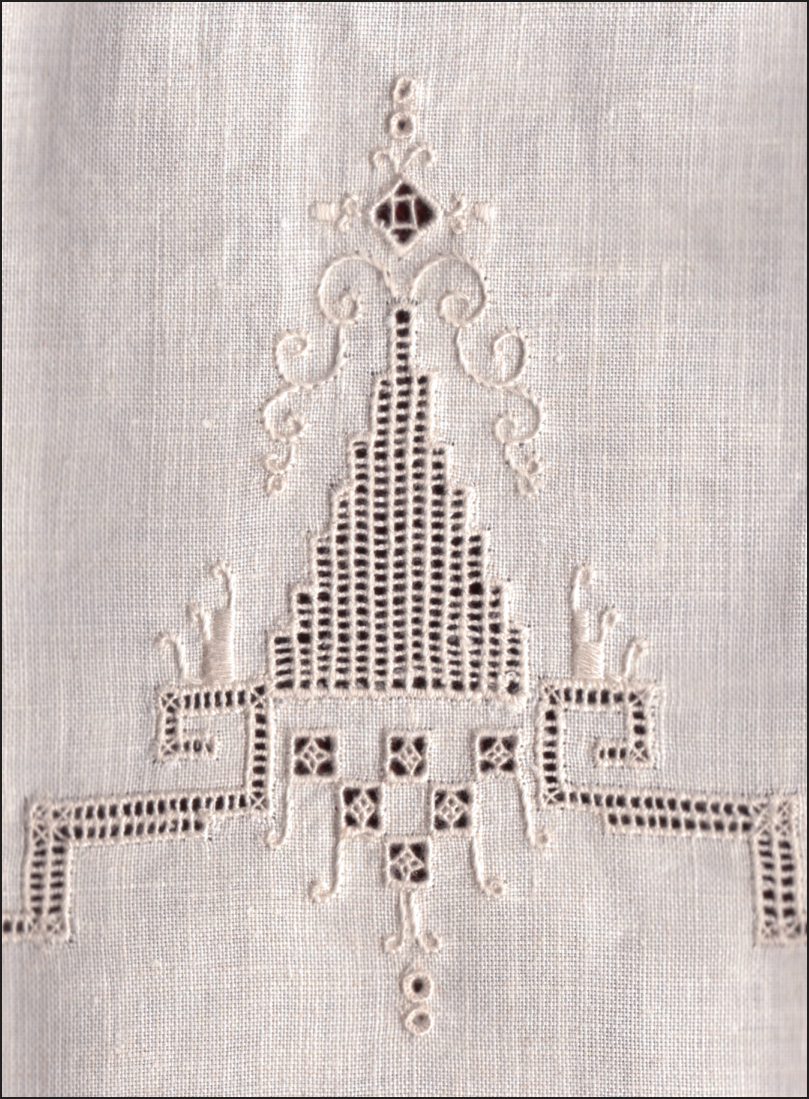
Linen towel with drawn thread work accented with embroidery in stem and satin stitch.

ドロンワーク (drawn work) は刺繡の一種。
布地にステッチをかけたり、縦糸や横糸を部分的に抜き取った残りの糸をかがったり、渡した糸にステッチかけるなど、布地に模様を描く技法の総称である。

## 歴史
起源は不詳であるが、ヨーロッパには4世紀後半に中央アジアのフン族により伝わったとされる。16世紀初頭にイタリアで技法が発達し、レティセラ(reticella)からプント・イン・アリアへ発展した。

## 種類
欧米各国に同様の技法が存在し、ドイツではシュヴァルム(Schwalmer)、ノルウェーではハーダンガー(Hardanger)、デンマークではヒーダボー(Hedebo)、ウクライナではMyreschkaと呼ばれている。